# Kunstleria
Genre
Kunstleria est un genre de plantes à fleurs dicotylédones de la famille des Fabaceae, sous-famille des Faboideae, originaire des régions tropicales d'Asie et d'Australie, qui comprend huit espèces acceptées. 

## Liste d'espèces
Selon The Plant List (22 septembre 2018) :
- Kunstleria curtisii Prain
- Kunstleria forbesii Prain
- Kunstleria geesinkii Ridd.-Num. & Kornet
- Kunstleria keralensis C.N.Mohanan & N.C.Nair
- Kunstleria kingii Prain
- Kunstleria philippensis Merr.
- Kunstleria ridleyi Prain
- Kunstleria sarawakensis Ridd.-Num. & Kornet